# جاو واي

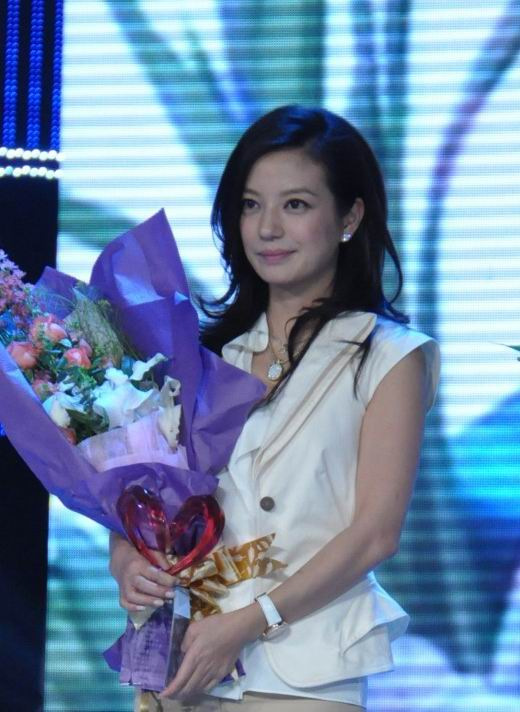
جاو واي

زاو وي (赵薇) ولدت في 12 مارس 1976م في ووهو-الصين، ممثلة ومغنية بوب صينية وتعرف أيضا باسمها الإنجليزي:فيكي زاو.
بعد أن تم اختيارها ككومبارس في فيلم من الافلام، طورت زاو مهاراتها التمثيلية في أكاديمية بكين للأفلام، وقد سطع نجمها عندما شاركت في المسلسل التليفزيوني:أميرة اللؤلؤ، في عام 1999م بعد إنتاج سلسلة:أميرة اللؤلؤ، بدأت الغناء كمحترفة وأصدرت ألبومها الأول.
بعد اكتشافها لموهبتها، تعرضت لمصاعب في حياتها الشخصية والعملية، عندما أثيرت إشاعة بأنه تم تصويرها وهي مرتدية زي يمثل علم الحرب اليابانية.
خلال حياتها الفنية، تنوعت أدوارها، مثل دور الشرطية في فيلم إلهة الرحمة، ودور لو يبينغ في فيلم الرومانسية في المطر، ودور الفتاة المهذبة الذكية في فيلم لحظة في بكين، وقد استمرت في نشاطاتها الموسيقية حيث أصدرت العديد من الألبومات بعد انطلاقتها الموسيقية في عام 1999م.

## وصلات إضافية
- موقع

## روابط خارجية
- جاو واي على موقع IMDb (الإنجليزية)
- جاو واي على موقع ألو سيني (الفرنسية)
- جاو واي على موقع ميوزك برينز (الإنجليزية)
- جاو واي على موقع تيرنر كلاسيك موفيز (الإنجليزية)
- جاو واي على موقع أول موفي (الإنجليزية)
- جاو واي على موقع قاعدة بيانات الفيلم (الإنجليزية)
- جاو واي على موقع كينوبويسك (الروسية)